# Jean Mathieu Philibert Sérurier
Jean Mathieu Philibert Sérurier (Laon, 8 dicembre 1742 – Parigi, 21 dicembre 1819) è stato un militare e politico francese elevato da Napoleone Bonaparte al rango di Maresciallo dell'Impero. Fu soprannominato la "Vergine d'Italia".

## Biografia

### I primi anni
Nacque a Laon l'8 dicembre del 1742, secondo di sette figli. Suo padre apparteneva alla piccola nobiltà locale e, come molti membri della sua famiglia, era stato avviato ad una carriera militare. Fu istruito nella sua città natale, dove apprese i fondamenti di matematica, latino, storia e soprattutto morale e religione, che ebbero un impatto notevole sulla sua carriera. Aveva già da piccolo un carattere severo e riflessivo, che poi manterrà anche da adulto, diventando celebre in Italia per la sua integrità.

### Gli inizi della carriera militare
Si arruolò giovanissimo al servizio militare ed il 25 marzo 1755 divenne tenente della milizia provinciale di Laon, per poi entrare nel battaglione di Soisson il 12 giugno 1758.
Saputo che il suo precedente battaglione sarebbe partito per una campagna militare in Germania, vi fece ritorno. Partecipò quindi alla guerra dei sette anni. Nella sua permanenza sul fronte rimase ferito da una baionetta mentre scortava un carico di munizioni nel 1759. L'anno seguente, durante la campagna in Hannover, nel corso della battaglia di Warburg, venne colpito da un colpo di pistola, rompendosi la mascella. La cicatrice restò a vita.
Nominato luogotenente nel 1767, partì per la Corsica nel luglio 1770, partecipando alle operazioni militari contro le forze ribelli di Pasquale Paoli in Corsica. Sotto il Conte di Marbeuf, guidò un corpo di cacciatori, ma non fu coinvolto in alcuno scontro rilevante. Fece ritorno in Francia nel 1774, dove rimase di stanza a Tolone per un anno, prima di un lungo periodo di spostamenti con il suo reggimento. La sua carriera continuò dunque lentamente, come quella di molti ufficiali meritevoli ma senza raccomandazioni. Dopo un'ispezione del 1774 fu segnalato come “un buon ufficiale, pieno di zelo e di buona volontà”; nel 1775, come “eccellente ufficiale”. L'anno successivo, dieci anni dopo la sua promozione a tenente, divenne primo luogotenente; poco dopo, il 28 febbraio 1778, fu nominato secondo capitano. Nel frattempo, si era sposato il 3 luglio 1778, a Presles, Louise-Marie-Madeleine Itasse.
Nel 1781, il 29 luglio, fu decorato con la Croce di San Luigi, dopo reiterate richieste da parte del colonnello del reggimento, il Cavaliere della Tour du Pin de la Charce. Nominato capitano comandante il 10 maggio 1782, fu a capo della compagnia dei cacciatori il 1 giugno 1783. Nel 1783 e nel 1785, con l'appoggio di due ufficiali dell'esercito, fu avanzata la sua candidatura a maggiore, senza ottenere alcun responso.
Il suo reggimento venne sottoposto a delle ispezioni annualmente dal 1783 al 1787, ma nulla seguì da tali eventi, per quanto fu constata l'ottima gestione del reggimento da parte di Sérurier. Un'ulteriore richiesta per la promozione venne ripetuta anche nel 1786 senza trovare alcun successo. Scoraggiato e ferito dalla mancanza di considerazione della sua proposta, comprese che la sua carriera militare era giunta al termine. Pertanto, nel 1788, invece della solita domanda di avanzamento per il grado di maggiore, presentò una domanda di pensionamento. Scrisse inoltre un memorandum dove parlava della sua carriera e dell'impegno costante al servizio della corona, esprimendosi con evidente disillusione ed amarezza. Il memorandum fu firmato da alcuni alti ufficiali, che sottolinearono più volte che la perdita di ufficiale valido come Sérurier avrebbe costituito un danno per l'esercito. Pochi giorni dopo, il 20 settembre 1788 vi fu l'ispezione del Conte di Murinais: convinto che un ufficiale valido come Sérurier meritasse una promozione e non una pensione, trattò il memorandum del capitano come una richiesta di avanzamento. Grazie all'ulteriore raccomandazione del Marchese di Roquelaure, suo diretto superiore, il consiglio di guerra finalmente approvò la richiesta: il 17 marzo 1789 Sérurier divenne maggiore del Reggimento Medoc.

### La Rivoluzione francese

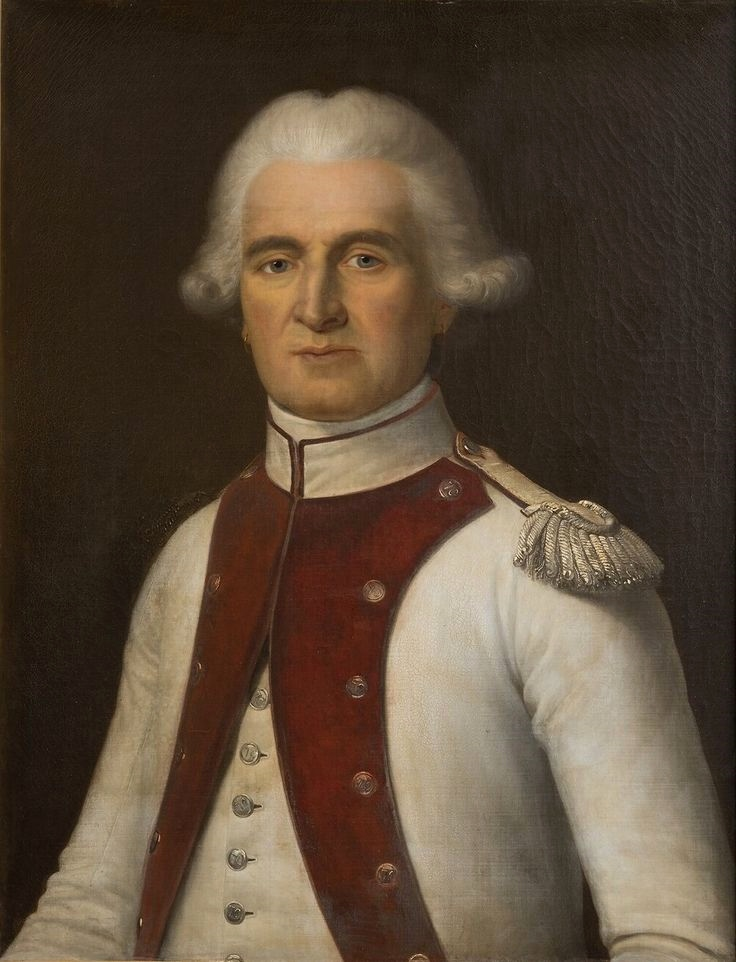
Sérurier nel 1792

All'inizio della rivoluzione francese, sebbene avesse appena ottenuto il grado di maggiore, ebbe dei tentennamenti e probabilmente pensò anche di emigrare. Presto iniziò tuttavia a mostrare un diverso atteggiamento verso la rivoluzione francese, che, tra l'altro, rimosse i vincoli che bloccavano le promozioni per gli ufficiali della piccola nobiltà e che riservavano i gradi più elevati all'alta nobiltà.
Riuscì infatti a diventare tenente colonnello nel 1791, sostituendo uno dei numerosi ufficiali aristocratici emigrati, quindi colonnello, nel 1792, del reggimento Medoc, ora denominato LXX° demi-brigade. Dopo un breve arresto per sospetta collusione con gruppi monarchici, venne liberato e reinsediato al comando del reggimento, che condusse in battaglia nella zona di Nizza contro i soldati sardi, con esiti altalenanti, ma dimostrando una buona capacità di imporre la disciplina alle reclute più inesperte.
Per le sue qualità venne promosso a generale di brigata nell'estate del 1793.
Nella ritirata da Nizza di quell'anno si dimostrò molto abile, ma venne nuovamente arrestato sia per sospette simpatie monarchiche che per essersi ritirato troppo "impetuosamente" davanti al nemico. 
Venne però poi riabilitato e reintegrato, ed anzi venne promosso a generale di divisione, nel 1795, dando una prova di sé, se non sempre brillante, quantomeno più che sufficiente, sempre sul fronte dell'armata d'Italia. Qui, anzi, divenne una figura, in un certo senso popolare e molto stimata, sia dai superiori che dai soldati. Anche se di sovente era accusato di simpatia monarchiche riusciva sempre ad uscire indenne da tutte le inchieste, mentre nei combattimenti dimostrava una grande energia e una buona capacità di mantenere disciplina e sangue freddo, anche se dopo la battaglia di Loano la sua divisione sfiorò l'insubordinazione: lui stesso entrò in lite con i superiori per la mancanza di rifornimenti e di rinforzi.

### La Campagna d'Italia e la guerra della Seconda Coalizione
Con l'arrivo di Napoleone nel 1796 Sérurier decise di rimandare il desiderio andare in pensione e rimase nell'armata d'Italia. Fu una decisione gravida di conseguenze, visto che l'esperto generale divenne uno dei quattro più fidati consiglieri e subordinati di Napoleone durante la prima campagna d'Italia, partecipando da protagonista a quasi tutti i principali scontri. Fu consultato da Napoleone per organizzare quasi tutte le sue finte strategiche, come fatto a Valenza, ad esempio. Napoleone fu colpito per il suo coraggio, ma si rese conto che la salute di Sérurier era oramai compromessa. Viceversa Napoleone ne apprezzava enormemente l'onestà e lo scrupolo amministrativo, infatti fu uno dei pochi generali dell'epoca a non approfittare del saccheggio per arricchirsi, riuscendo a reprimere il saccheggio tra i suoi subordinati e a mantenere i conti dell'intendenza in ordine e senza alcuna frode. Questo lo fece soprannominare "la Vergine d'Italia", visto che rimase uno dei pochi ufficiali onesti.

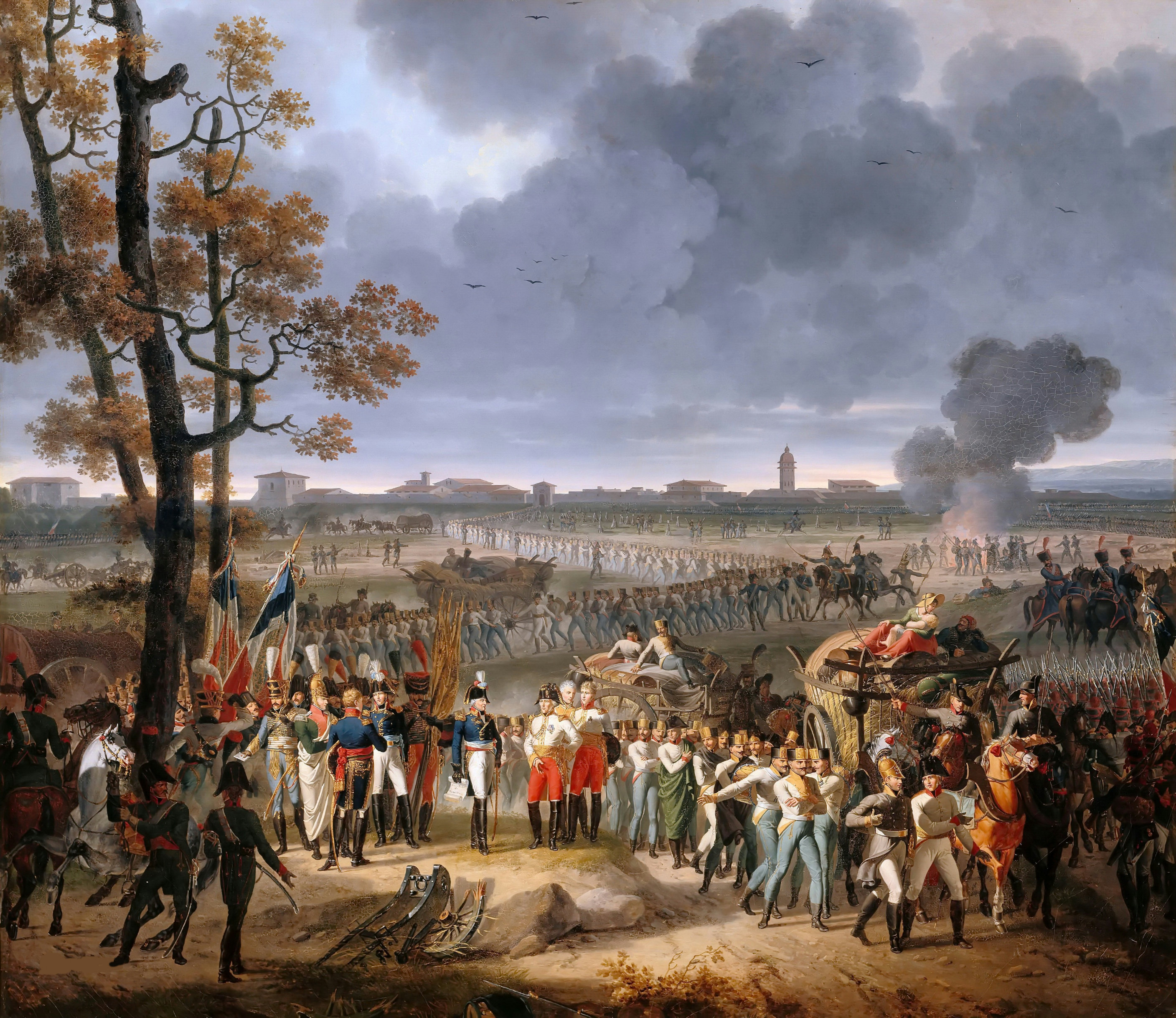
Mantova, 2 febbraio 1797, il generale Wurmser si arrende al generale Sérurier, Hyppolite Lecomte, 1812

Proprio per questo, dopo la campagna d'Italia, Napoleone lo utilizzò soprattutto per incarichi nel fronte dell'interno e di carattere amministrativo, sapendo che li avrebbe portati a termine con correttezza e professionalità, giudicandolo troppo anziano per incarichi di prima linea. Ciononostante, Sérurier diede prova di essere ancora un generale capace guidando con successo i francesi nelle battaglie di Mondovì, Castiglione e nell'assedio di Mantova. Nel febbraio 1799 occupò la Repubblica di Lucca, ponendo fine al governo aristocratico in carica dalla metà del XVI Secolo. 
Unico tra gli ufficiali di Napoleone ad essere rimasto in Italia dopo la firma del trattato di Campoformio, combatté sotto i generali Schérer e Moreau nel corso della guerra del 1799 in Italia contro Austria e Russia. Guidò con successo le sue truppe nel corso della battaglia di Verona, ottenendo una vittoria parziale a Pastrengo. Poi, in seguito ad una bizzarra manovra ordinata dallo stesso Schérer, si dovette scontrare con un contingente austriaco nei pressi di Parona, venendo sconfitto dopo l'arrivo dei rinforzi imperiali. Guidò l'occupazione di Villafranca durante gli scontri a Magnano e si occupò del fianco sinistro dello schieramento francese a Cassano d'Adda. In questa battaglia, la sua divisione, rimasta isolata e circondata nei pressi di Verderio, si arrese al generale austriaco Vukassovich.

### Ultimi anni

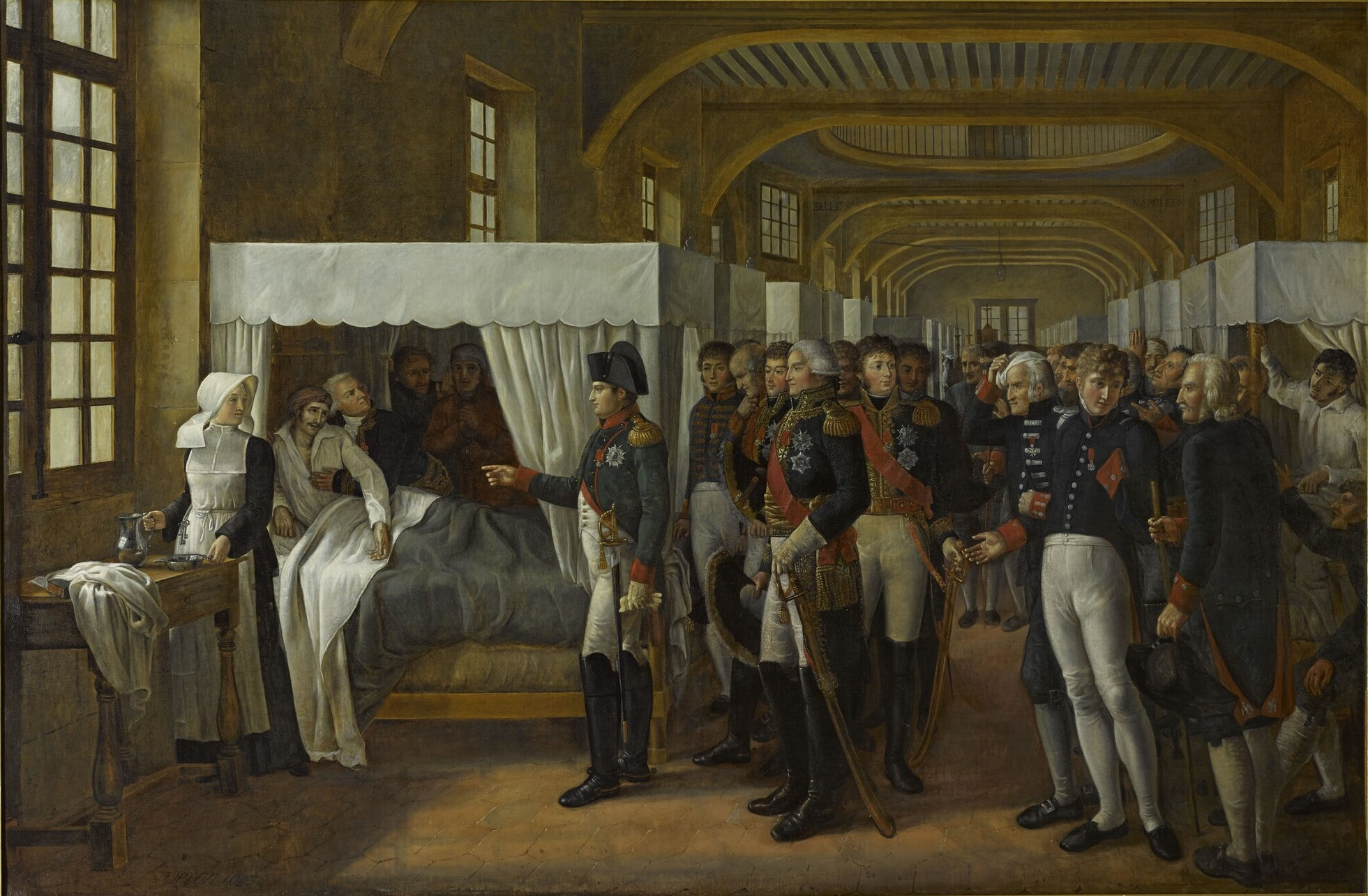
Napoleone visita l'Hôtel des Invalides, 11 febbraio 1808, Alexandre Veron-Bellecourt, 1809. Sérurier è in primo piano, dietro a Napoleone.

Nel 1799 mostrò grande talento amministrativo come governatore di Lucca, e nel 1801 a Venezia, aiutando Bonaparte nello concretizzare il colpo di Stato del 18 brumaio. Nell'ambito del Primo Impero francese fu nominato, senatore, conte, maresciallo, e governatore dell'Hôtel des Invalides a Parigi, dove, nel marzo 1814, al momento dell'arrivo degli eserciti della sesta coalizione, bruciò personalmente 1417 bandiere e distruggendo, sia la spada che la fascia di Federico il Grande, per non farli cadere in mani nemiche.
Si unì a Napoleone durante i Cento giorni e questo gli causò la perdita del suo posto agli Invalides, una volta che Napoleone venne di nuovo sconfitto.
Morì in pensione e fu sepolto al cimitero di Père-Lachaise. Successivamente il suo corpo fu trasferito agli Invalides nel 1847. Fu eretta una statua in sua memoria a Laon.

## Araldica
|  |

|  |